# Marantàcies
Les marantàcies (Marantaceae) són una família d'angiospermes monocotiledònies de l'ordre de les zingiberals, dins del clade de les commelínides. Consta d'unes 500 espècies natives de les zones tropicals de tot el món, especialment d'Amèrica i amb l'excepció d'Austràlia. Algunes espècies són utilitzades com a plantes ornamentals a causa de les seves fulles, com per exemple Maranta leuconeura.

## Descripció
Són plantes herbàcies amb tiges erectes i rizomes curts, tuberosos, amb midó. Pèls simples i envoltats de cèl·lules epidèrmiques inflades.
Fulles de disposició alterna, usualment dístiques, simples, de marge sencer, peciolades, amb un pulvínul superior, un limbe ben desenvolupat que es tanca doblegant-se cap amunt de nit, i venació pinnada amb nervadures secundàries sigmoides i nervadures creuades molt espaiades. Fulles embeinadores en la base, sense lígula. Pecíol amb canals d'aire, aquests separats en segments per diafragmes composts de cèl·lules amb forma d'estrella. Sense estípules.

El pulvínol provoca que el limbe s'obri o es tanqui en resposta a la llum. Aquí s'està doblegant cap amunt al vespre.
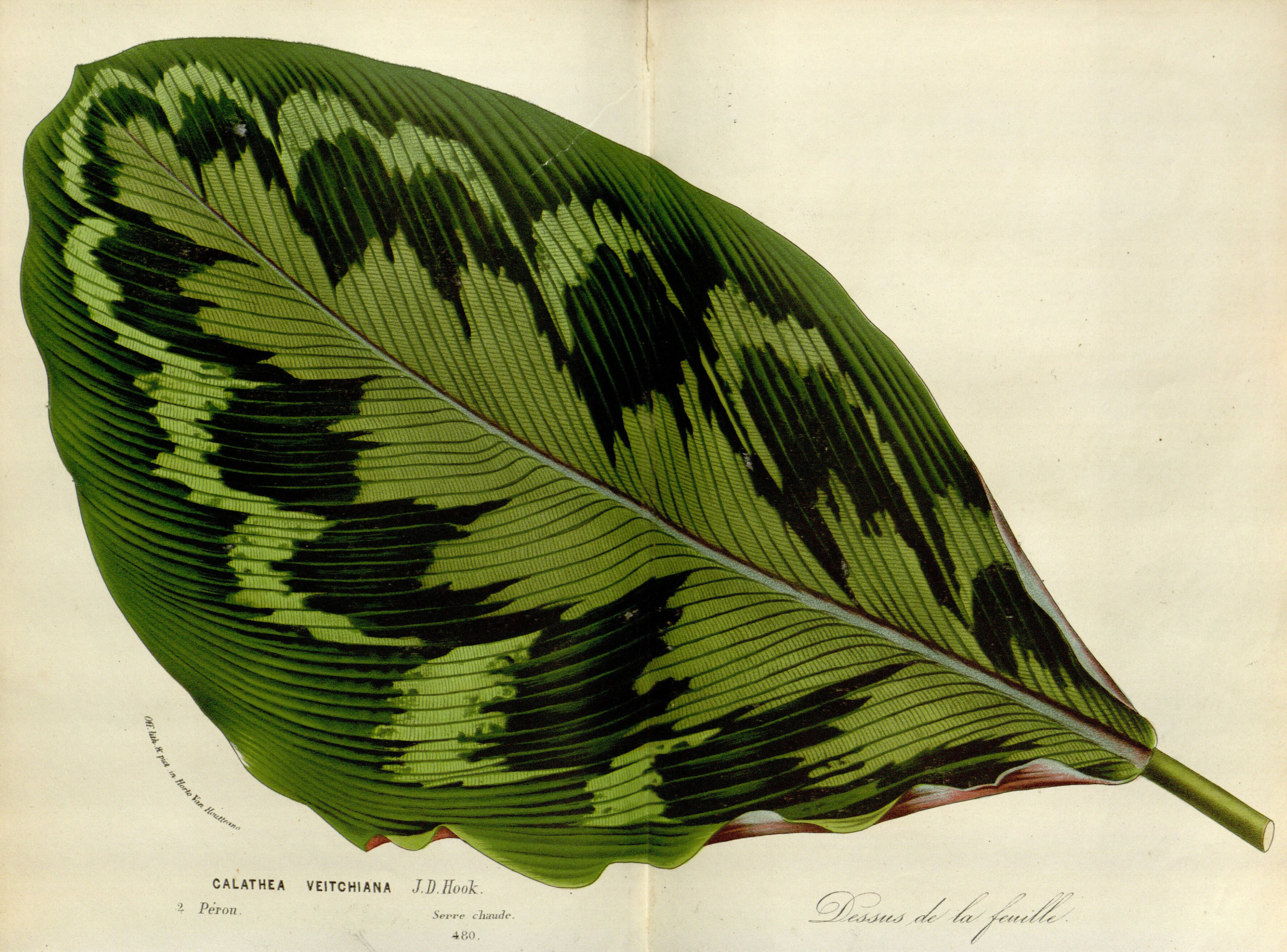
nervadura de la fulla.

Flors bisexuals, sense pla de simetria però en arranjaments de parells espaiades.
3 sèpals separats, imbricats.

3 pètals, connats, imbricats.

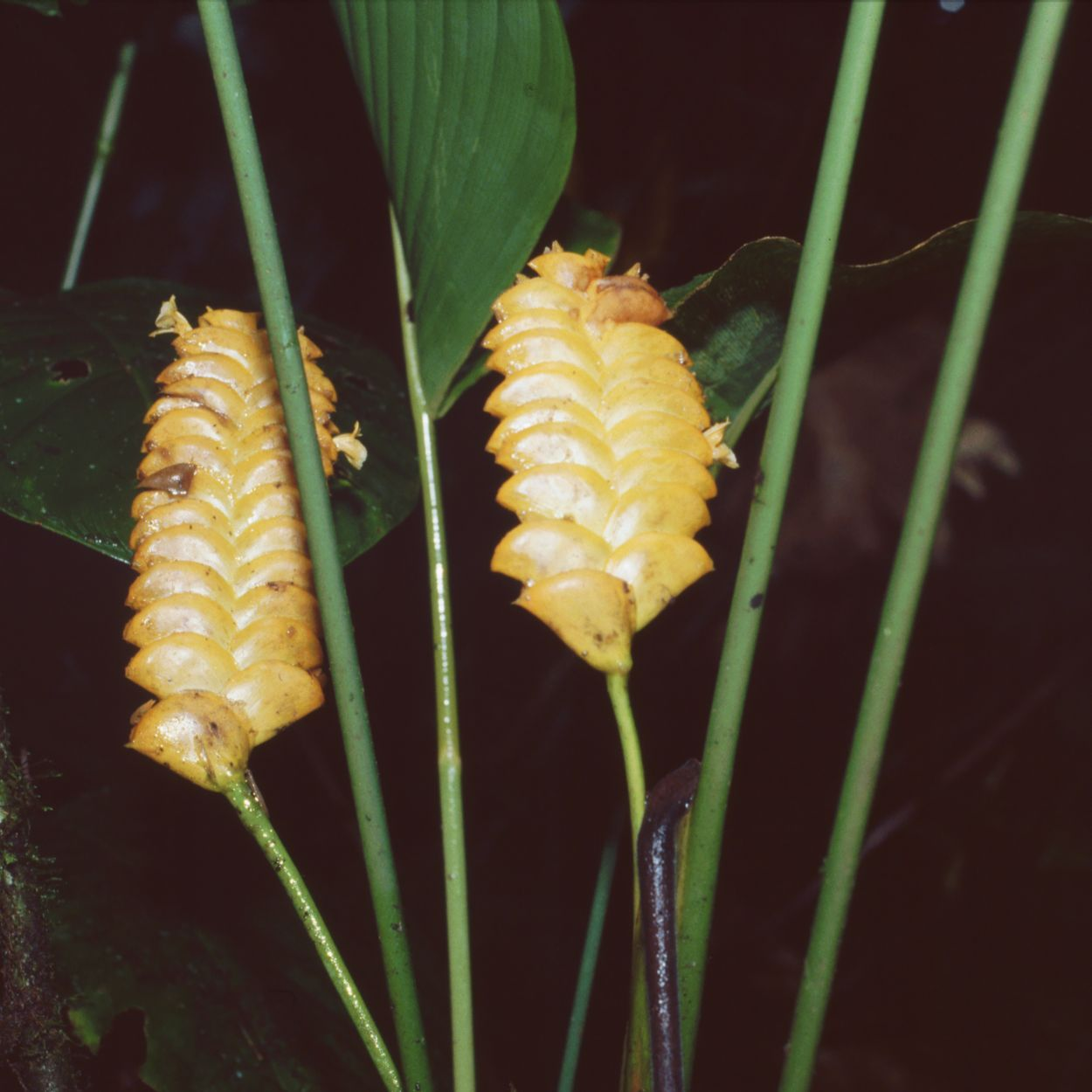
Inflorescències amb flors en arranjaments de parells espaiats.
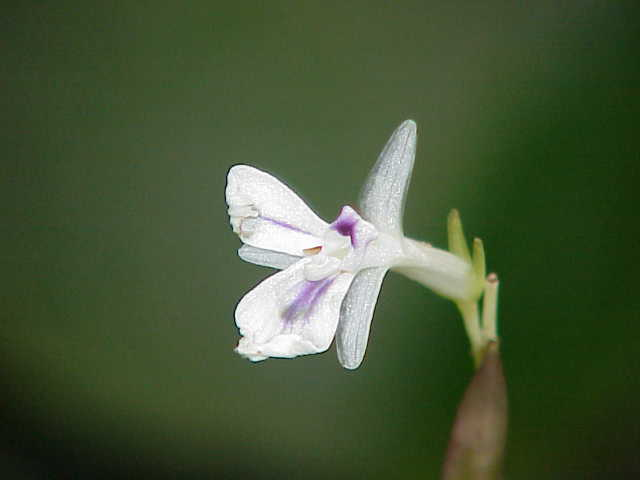
Flor amb 3 sèpals separats, 3 pètals connats.

1 estam, en part fèrtil i en part estaminodial, filament connat amb els estaminodis i adnat a la corol·la. Antera unilocular (és a dir, una meitat és antera, l'altra meitat és expandida i estèril). L'antera diposita el pol·len en l'estil abans que la flor s'obri. Estaminodis usualment 3 o 4, petaloides i de manera variada, basalment connats i adnats a la corol·la, un del verticil intern de l'androceu formant una estructura com una caputxa amb 1 o 2 apèndixs petits (és l'estaminodi en forma de caputxa que sosté l'estil corbat i tensat abans que la flor sigui disparada per un visitant); el segon estaminodi del verticil intern de l'androceu formant una estructura engrossida de cal·losa, és l'"estaminodi de cal·losa", que moltes vegades serveix com una plataforma d'aterratge per als insectes visitants i els ajuda a abraçar l'estaminodi amb forma de caputxa, i 1 o 2 estaminodis del verticil més extern de l'androceu més o menys petaloides.
Pol·len sense obertures, exina molt reduïda.
3 carpels, connats, ovari ínfer, amb placentació axil·lar, però 2 carpels moltes vegades estèrils i més o menys reduïts. Estil corb, mantingut sota tensió per l'estaminodi en forma de caputxa que, quan és disparat per un insecte, allibera l'estil, que llavors elàsticament es corba cap avall, traient pol·len del cos de l'insecte i embrutant a l'estil de pol·len, que guarda en una petita cavitat sota l'estigma. 1 estigma, en la depressió entre l'àpex 3 lobat de l'estil. Òvuls 1 per lòcul, o un únic òvul solitari en l'únic carpel funcional.
Nectaris en els septes de l'ovari.
El fruit és una càpsula loculicida o una baia.
Les llavors usualment són arilades, l'embrió usualment és corbat, estan presents l'endosperma i el perisperma.

## Ecologia
Àmpliament distribuïdes en regions tropicals i subtropicals. Moltes estan presents en els marges de selves plujoses i en clars de boscos o terres humides.
Les complexes flors de les marantàcies són pol·linitzades principalment per abelles i ocorre la fecundació creuada, el nèctar proveeix una recompensa al pol·linitzador. En el Nou Món en particular, les abelles de les orquídies de llengua llarga són el principal agent pol·linitzador, i el llarg del tub floral de les marantàcias del Nou Món és apreciablement més llarg que el de les representants del Vell Món, de 17,6 mm de llarg enfront de 4,6 mm de llarg. Les marantàcies africanes poden ser pol·linitzades per abelles grans o petites i ocellets de la família Nectariniidae, i hi ha hagut evolució paral·lela de la morfologia floral que és molt variada en comparació als clades del Nou Món (Llei i Claßen-Bockhoff 2010, 2011a, esp. 2009 per a detalls); els tipus florals principals van evolucionar com a resposta als diferents pol·linitzadors, però la variació en el llarg del tub floral solament pot permetre la pol·linització efectiva per molt diferents tipus de pol·linitzadors dins de cada tipus floral (Llei i Claßen-Bockhoff 2010, 2011b).
Els arils associats a les llavors són moltes vegades brillantment acolorits i contenen dipòsits de lípids, la qual cosa suggereix una dispersió per ocells o formigues. Els fruits de Thalia són dispersats per aigua.
Algunes marantàcies tenen la superfície abaxial de les fulles de color vermell profund, possiblement una adaptació per a l'ús eficient de la llum en els hàbitats ombrejats de sota el dosser arbori dels arbres on elles comunament creixen.

## Filogènia
El monofiletisme de les marantàcies és avalat per les anàlisis moleculars d'ADN i la morfologia (Kress 1990, 1995, Smith et al. 1993). Les relacions filogenètiques dins de la família són pobrament conegudes, però han estat recentment investigades sobre la base de la morfologia i a les seqüències d'ADN (Andersson i Chase 2001, Prince i Kress 2006).

## Taxonomia
La família va ser reconeguda pel sistema APG III (2009).

### Gèneres
Dins d'aquesta família es reconeixen els 29 gèneres següents:
- Afrocalathea K.Schum.
- Calathea G.Mey.
- Ctenanthe Eichler
- Donax Lour.
- Goeppertia Nees
- Halopegia K.Schum.
- Haumania J.Léonard
- Hylaeanthe A.M.E.Jonker & Jonker
- Hypselodelphys (K.Schum.) Milne-Redh.
- Indianthus Suksathan & Borchs.
- Ischnosiphon Körn.
- Koernickanthe L.Andersson
- Maranta Plum. ex L.
- Marantochloa Brongn. ex Gris
- Megaphrynium Milne-Redh.
- Monophyllanthe K.Schum.
- Monotagma K.Schum.
- Myrosma L.f.
- Phrynium Willd.
- Pleiostachya K.Schum.
- Sanblasia L.Andersson
- Saranthe (Regel & Körn.) Eichler
- Sarcophrynium K.Schum.
- Schumannianthus Gagnep.
- Stachyphrynium K.Schum.
- Stromanthe Sond.
- Thalia L.
- Thaumatococcus Benth.
- Trachyphrynium Benth.

## Evolució
La divergència dins del grup corona data d'uns 70-58 milions d'anys (Kress i Specht 2006) o uns 57 milions d'anys (Janssen i Bremer 2004).
La família pot haver tingut un origen africà (Andersson i Chase 2001), amb una conseqüent dispersió al sud-est d'Àsia i al Nou Món (Llei i Claßen-Bockhoff 2011b).
Marantaceae té moltes més espècies que Cannaceae, potser pel seu distintiu mecanisme de transferència de pol·len explosiu (Llei i Claßen-Bockhoff 2009). Però Llei i Claßen-Bockhoff (2011b) després suggereixen que el mecanisme de pol·linització distintiu de Marantaceae no ha de ser considerat una innovació clau, més aviat, la diversificació pot haver estat aconseguida per una varietat de factors. Cal notar que hi ha una considerable asimetria en la grandària de cada clade dins de la família: l'oligospecífic Thalia i Haumania poden ser germans de clades amb molta més quantitat d'espècies.
Els estaminodis en garfi amb una morfologia relativament simple poden ser un caràcter derivat (Pischtschan et al. 2010; Llei i Claßen-Bockhoff 2011b).

## Importància econòmica
Calathea, Ctenanthe, Maranta, i Thalia són conreades per les seves fulles decoratives.
En l'oest de l'Índia obtenen midó dels rizomes de Maranta arundinacea.
Les tiges de Donax canniformis s'utilitzen per a cistelleria a Indonèsia.

Les fulles de Phrynium placentarium s'utilitzen per a embolicar aliments en la cuina vietnamita.

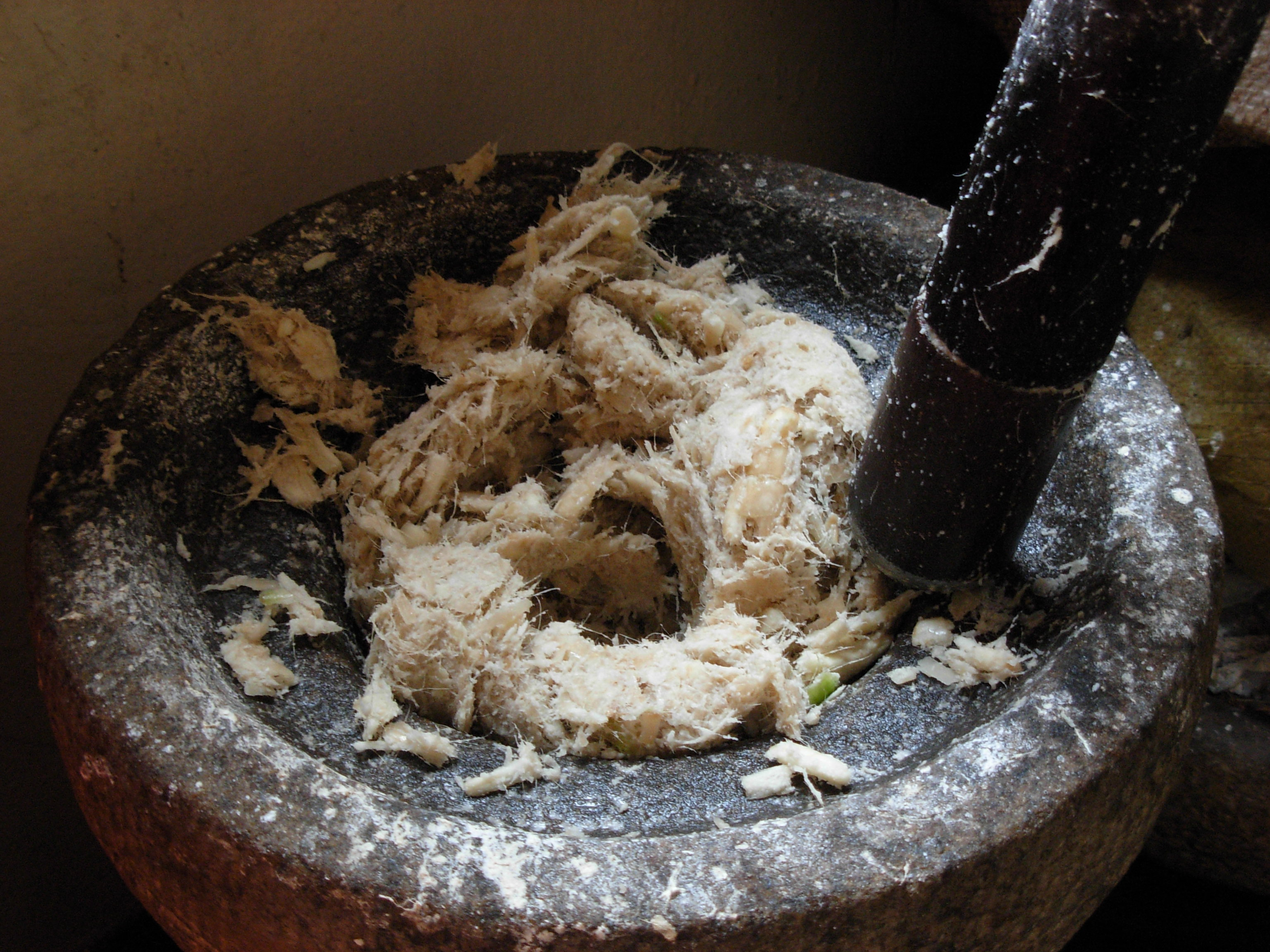
Obtenint midó de Maranta arundinacea.
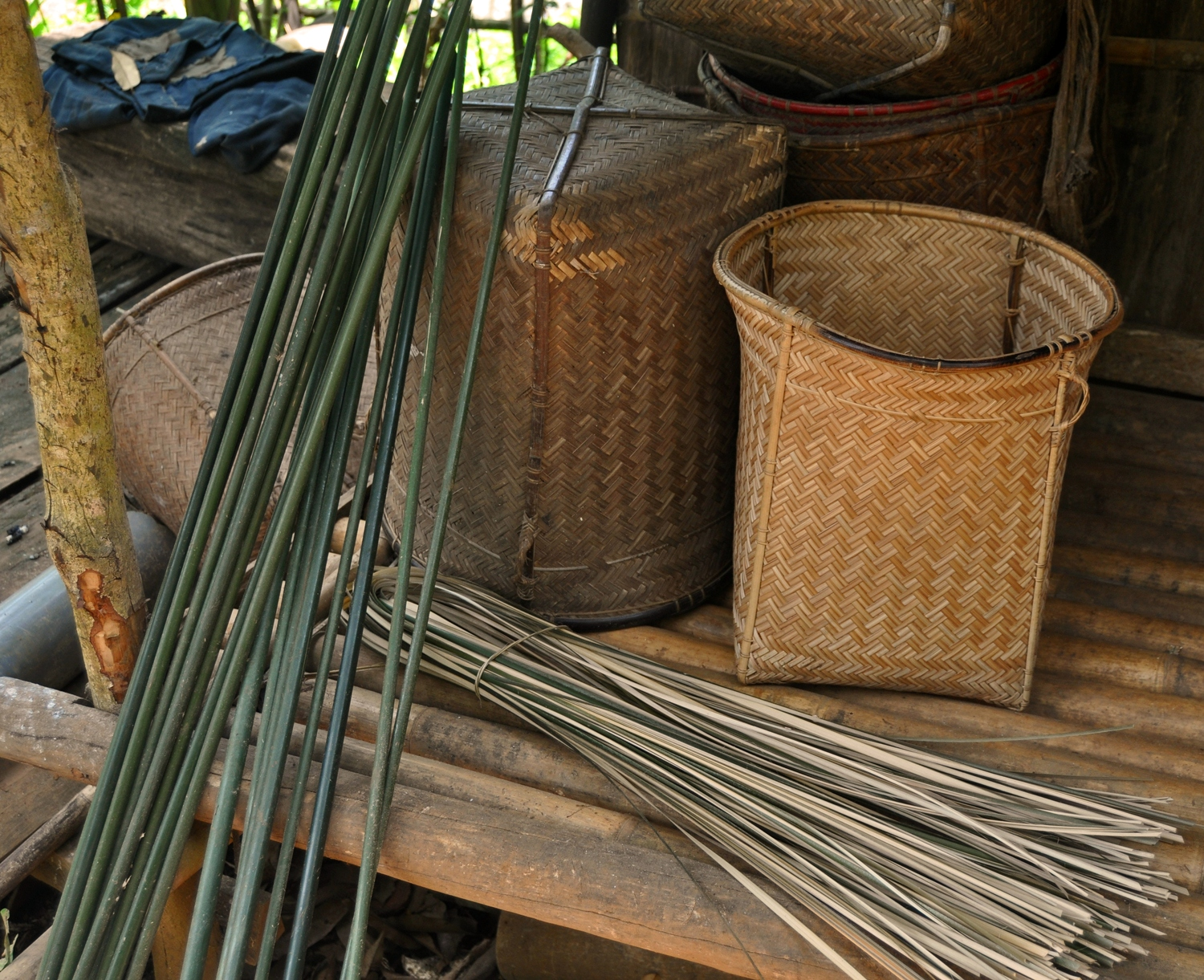
Tiges de Donax canniformis i cistells.
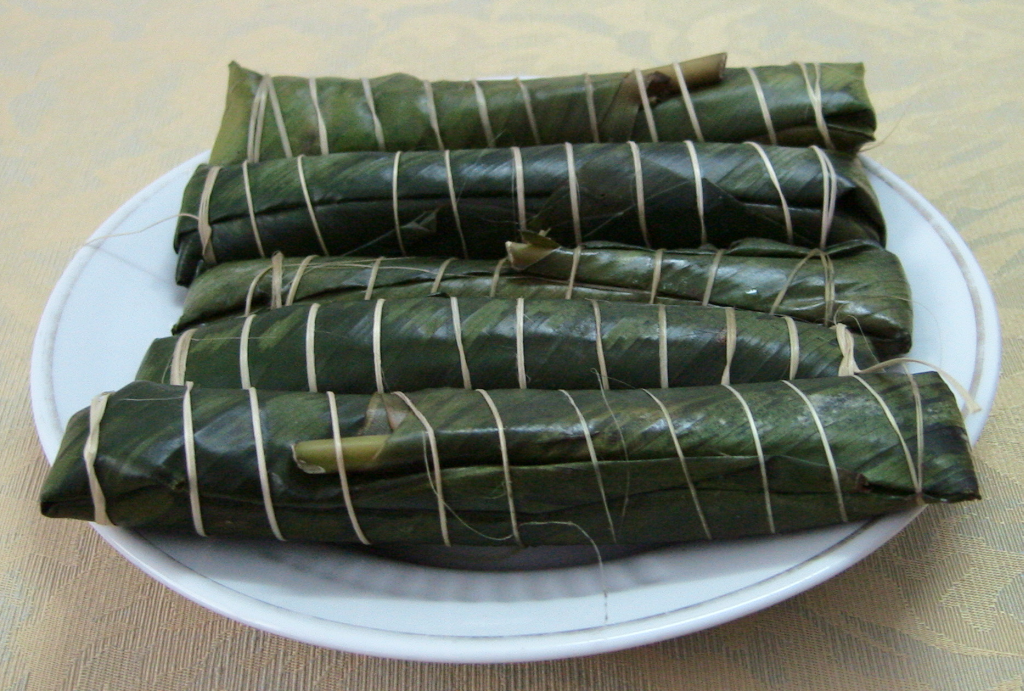
Fulles de Phrynium placentarium embolicant aliments.
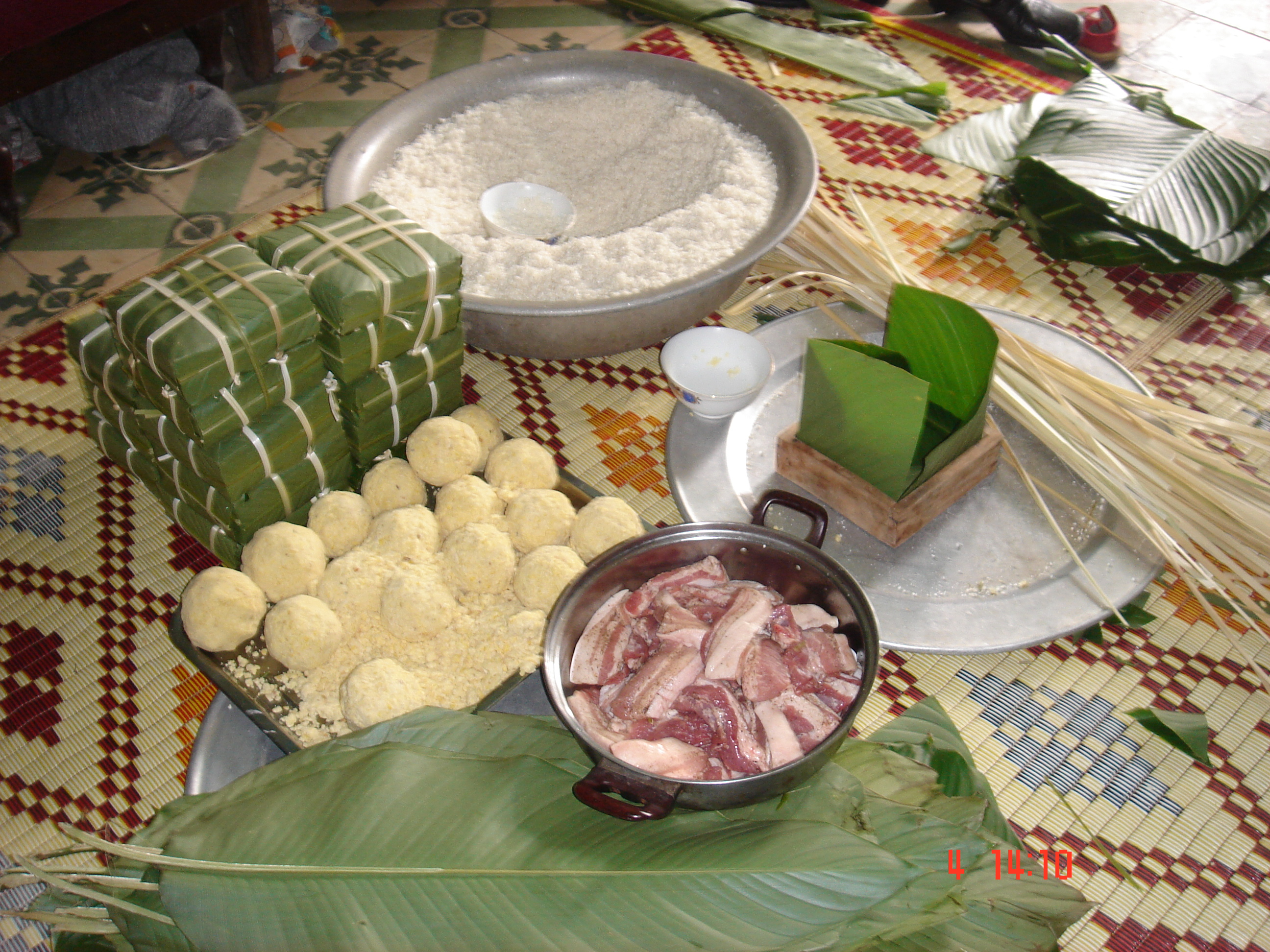
Fulles de Phrynium placentarium embolicant aliments.